# A Girl with Guitar
A Girl with Guitar (tiếng Nga: Девушка с гитарой) là một phim hài ca nhạc Liên Xô của đạo diễn Aleksandr Fayntsimmer, xuất bản ngày 1 tháng 9 năm 1958. Kịch bản của bộ phim được viết dựa trên sự nổi tiếng của Lyudmila Gurchenko sau thành công của bộ phim Carnival Night.
Phim được quay vào đêm trước Liên hoan Thanh niên và Sinh viên Thế giới lần thứ 6, được tổ chức tại Moskva vào mùa hè năm 1957, và trở thành phim truyện đầu tiên của Liên Xô dành riêng cho sự kiện quan trọng này. Phim được công chiếu vào ngày 1 tháng 9 năm 1958. Cuối năm 1958, A Girl with Guitar đứng thứ 10 trong bảng xếp hạng lượt xem, thu về hơn 31,9 triệu lượt người xem.

## Nội dung
Cô bán hàng xinh đẹp của cửa hàng âm nhạc Tanechka Fyodosova có ước mơ trở thành một nữ diễn viên. Cô có rất nhiều khách hàng. Nhưng họ kích thích đạo diễn (Mikhail Zharov), người sợ mất đi một nhân viên có giá trị. Anh cố gắng can thiệp vào sự nghiệp có thể có của Tani, người có tất cả dữ liệu để trở thành một diễn viên. Sự quen biết của cô gái với nhà soạn nhạc trẻ Korzikov giúp giấc mơ của cô trở thành hiện thực.

## Diễn viên[5]
- Lyudmila Gurchenko - "Tanya Fedosova"
- Mikhail Zharov - "Sviristinsky"
- Faina Ranevskaya - "Sviristinskaya"
- Yury Nikulin - "pyrotechnic"
- Vladimir Gusev - nhà soạn nhạc "Korzikov"
- Sergey Blinnikov - "Fyodosov", cha của Tanya
- Boris Petker - "Starabarabantsev"
- Oleg Anofryev - "Savushkin Vanya"
- Larisa Kronberg - nhân viên thủ quỹ
- Sergey Filippov - "Mamin"
- Boris Novikov - "Tsyplakov"
- Mikhail Pugovkin - "Penkin"
- Sergey Golovanov  - "Kolosov", chủ tịch ban giám khảo
- Svetlana Kharitonova -khách hàng
- Georgy Vitsin - người mua hàng
- Yevgeny Kudryashov - thí sinh kể chuyện ngụ ngôn
- Valentin Bryleyev - người mua hàng (không có trong chú thích)
- Sidi Tal - ca sĩ đến từ Bucharest (không có trong chú thích)
- Zinaida Sorochinskaya - khách hàng (không có trong chú thích)

## Đón nhận
Ronald Bergan, viết cho tờ The Guardian, đã đánh giá phim là "vở nhạc kịch đầy màu sắc và thú vị".
Lyudmila Gurchenko đã được biết đến là nữ diễn viên của thể loại âm nhạc và phổi.
Phim đã đánh dấu lần đầu tham gia đóng phim Yuri Nikulin. Anh đã thể hiện các đoạn pháo hoa một cách sống động đến mức cả khán giả và đạo diễn đều ngay lập tức chuyển sự chú ý sang nam diễn viên mới vào nghề.

## Chỉ trích
Bộ phim đã gặp phải lời chỉ trích của Liên Xô với thái độ thù địch: "Another Girl", "To the light genre by the… easy way",  "Dangerous roll", "In captivity of bad taste" trên tiêu đề của các báo Liên Xô.